# Игъл Ай Чери
Игъл Ай Лану Чери (на английски: Eagle-Eye Lanoo Cherry) е шведски музикант роден на 7 май 1968 година.

## Живот и кариера
Чери е роден в Стокхолм, Швеция. Син е на афроамериканския джаз изпълнител Дон Чери и шведската художничка Моника „Моки“ Чери (родена Карлсон). Полубрат е на певицата Нене Чери, и доведен брат на певицата Титию.

Кръстен е Игъл Ай (преведено от английски „орлово око“) защото първият път, когато погледнал баща си едното му око било затворено. Като деца Игъл Ай и Нене прекарвали цели месеци с баща си на път. На 12-годишна възраст Чери е записан на училище в Ню Йорк, където остава и по-късно за да работи като актьор и барабанист в различни музикални формации.  В 1988 година участва във филма Артър 2, ролята му е титулувана като „тийнейджър“. През 1993 участва за кратко в телевизионен сериал на NBC наречен „Южен Плаж“ (на английски: South Beach).
Баща му умира през 1995. Година по-късно Чери се мести обратно в Стокхолм, където слага музикалната си кариера на преден план. Започва работа по писането и записването на дебютния си албум „Desireless“ в спалнята си, която е същевременно студио, на акустична китара. 
Според мениджърът Томи Мази Чери е такъв перфекционист, че не споделя записите си докато не са почти готови. 
Албумът се превръща в комерсиален хит по целият свят в годините 1998 и 1999.  „Desireless“ се продава общо 4 милиона пъти и получава платинен статут в САЩ.
Чери списва и пее песента „Whishing It Was“ на албума „Supernatural“ на групата Сантана излязъл през 1999 година.
. Освен това взима участие във филми като „Били Елиот“ и „И твойта майка също“. Някои от най-известните му парчета са „Save Tonight“, „Falling in Love Again“ и „Are You Still Having Fun“.